# U-353
Unterseeboot 353 foi um submarino alemão do Tipo VIIC, pertencente a Kriegsmarine que atuou durante a Segunda Guerra Mundial.

## Comandantes
| Comandante     | Data                                        |
| -------------- | ------------------------------------------- |
| Wolfgang Römer | 31 de março de 1942 - 16 de outubro de 1942 |

## Subordinação
Durante o seu tempo de serviço, esteve subordinado às seguintes flotilhas:
| Período                                      | Flotilha                                  |
| -------------------------------------------- | ----------------------------------------- |
| 31 de março de 1942 - 30 de setembro de 1942 | 5. Unterseebootsflottille (treinamento)   |
| 1 de outubro de 1942 - 16 de outubro de 1942 | 1. Unterseebootsflottille (serviço ativo) |

## Operações conjuntas de ataque
O U-353 participou das seguinte operações de ataque combinado durante a sua carreira:
- Rudeltaktik Panther (6 de outubro de 1942 - 12 de outubro de 1942)
- Rudeltaktik Leopard (12 de outubro de 1942 - 16 de outubro de 1942)